# MINPACK
MINPACK は非線型方程式を解くこと、および線型/非線型の方程式系に対する最小二乗法による最小化を行うための FORTRAN サブルーチンのライブラリである。
MINPACK は LINPACK および EISPACK とともにアルゴンヌ国立研究所数学計算科学部門 (Mathematics and Computer Science Division Software, MCS) の Jorge Moré, Burt Garbow, and Ken Hillstrom によって書かれた。開発に当たっては移植性、実行の堅牢性、信頼性に重点を置いて実装された。
アルゴリズムは5種類に大別され、それぞれに中心となるサブルーチンがあり、使いやすいように実装されたドライバがある。各アルゴリズムはその種類によって、解析的に定義されるヤコビアン行列や目的関数の値の計算を行う。また各アルゴリズムは帯行列のヤコビアン行列が使える方程式系、大規模データに対する最小二乗法、ヤコビアン行列と関数値の整合性のチェックなどの機能を備えている。